# Зозуля, Андрей Лукьянович
Андрей Лукьянович Зозуля (1923—1989) — младший лейтенант Советской армии, участник Великой Отечественной войны, Герой Советского Союза (1943).

## Биография
Родился 14 октября 1923 года в селе Любомировка (ныне — Криничанский район Днепропетровской области Украины). Окончил девять классов школы.
В июле 1941 года Зозуля был призван на службу в Рабоче-крестьянскую Красную армию и направлен на фронт Великой Отечественной войны. К октябрю 1943 года гвардии красноармеец Андрей Зозуля был наводчиком орудия 196-го гвардейского артиллерийского полка 89-й гвардейской стрелковой дивизии 37-й армии Степного фронта. Отличился во время битвы за Днепр.
1 октября 1943 года Зозуля вместе со своим расчётом переправился через Днепр в районе села Келеберда Кременчугского района Полтавской области Украинской ССР и принял активное участие в захвате и удержании плацдарма на его западном берегу. 16 октября у села Анновка того же района Зозуля участвовал в отражении немецкой контратаки, уничтожив 2 танка и 1 самоходное артиллерийское орудие.
Указом Президиума Верховного Совета СССР от 20 декабря 1943 года за «образцовое выполнение боевых заданий командования на фронте борьбы с немецкими захватчиками и проявленные при этом мужество и героизм» гвардии красноармеец Андрей Зозуля был удостоен высокого звания Героя Советского Союза с вручением ордена Ленина и медали «Золотая Звезда» за номером 1458.
В 1945 году Зозуля окончил курсы младших лейтенантов. В 1947 году он был уволен в запас. В 1950 году Зозуля окончил Днепропетровскую двухгодичную сельскохозяйственную школу, после чего работал сначала инструктором Криничанского райкома КПСС, затем директором инкубаторной станции в Павлоградском районе. Скончался 2 ноября 1989 года.
Был также награждён орденами Октябрьской Революции, Отечественной войны 1-й и 2-й степеней, рядом медалей.